# 북한산성 전투
북한산성 전투(北漢山城 戰鬪)는, 661년 5월에 고구려-말갈의 연합군이 신라의 북한산성을 공격하여 5월 11일부터 6월 22일까지 27일 동안 벌인 공방전이다. 
전투는 성주 동타천의 분전에 때아닌 천문·기상상의 변수가 겹쳐 고구려군이 포위를 풀고 물러가면서 최종적으로 신라의 승리로 끝났다. 

## 배경

### 북한산성의 입지
고구려군이 공격한 북한산성은 현재 한국의 서울 광진구 광장동과 구의동에 걸쳐 있는 아차산성으로 비정되고 있다. 1998년의 발굴조사에서 '북한'(北漢),'북한산'(北漢山)이라는 명문이 새겨진 기와 파편이 발굴되었다.
아차산은 동쪽으로 왕숙천, 서쪽으로 중랑천을 따라 남북방향 교통로가 발달했으며, 남쪽으로 한강 이남 지역이 한 눈에 조망되고, 북쪽으로 멀리 의정부에 이르는 길목까지 조망할 수 있다. 아차산성의 위치와 교통로를 감안하면, 서울 동부지역을 관할하는 거점성 역할을 했을 것으로 보인다.

### 고구려군과 신라군의 사정
백제의 수도 사비성이 함락된 서기 660년 7월부터 백제 각지에서 부흥운동이 일어났고, 포로로 잡힌 의자왕과 태자 및 대신들이 당으로 압송된 뒤에도 왜국에 있던 옛 왕자 부여풍을 맞이하여 새로운 왕으로 추대하고 부흥운동을 전개하고 있었다. 신라는 사비성에 주둔하는 당군을 지원하며 백제 부흥운동을 진압해 나갔고, 신라의 주요 병력이 백제 방면에서 백제 부흥군을 진압하기 위해 투입되어 있는 틈을 고구려가 노린 것으로 해석되고 있다. 고구려가 신라의 칠중성(七重城)을 공격해 20일 만에 함락시킨 것은 11월의 일이다(칠중성 전투).
고구려와 백제부흥군 사이에 어떠한 교감이 있었는지는 확인하기 어렵지만, 고구려로서는 당과의 대치 상황에서 후방에서 신라를 견제해 줄 세력이었던 백제의 향방에 관심이 클 수밖에 없었다. 백제 부흥군 지원의 목적이 아니더라도 장기 전략적 측면에서 신라 북부의 거점성을 장악해, 고구려 남부 전선의 안정화를 꾀한 것으로 보인다. 
고구려가 북한산성을 공격대상으로 삼은 이유도 이곳이 한강 이북 지역의 거점성이었기 때문이다. 아차산성은 한강 상·하 유역 및 송파 일대를 조망하기 적합하며, 서편으로 흐르는 중랑천을 따라 북상하면 의정부-양주 또는 포천-철원 방향으로도 오갈 수 있는 교통결절지라 할 수 있다. 7세기에 들어 신라는 아차산성과 이성산성을 각각 북한산성과 남한산성으로 삼아서 각각 한강 이북과 이남의 거점성으로 삼았고, 북한산성은 신라 북진의 거점이었다. 이러한 지리적 요건상 이곳이 한강 이북에서 거점성 역할을 맡고 있었으리라는 해석은 어렵지 않다.
신라의 입장에서 북한산성이 공격당한다는 것은 중요한 위기였다. 인적·물적 자원이 풍부할 뿐 아니라 주요 대당 교통로이기도 했던 한강 하류 일대를 쉽게 포기할 수도 없었기 때문이다. 고구려가 북한산성을 차지하게 된다면 한강 이북 일대의 신라 영역에 대해 직접적인 영향력을 행사할 수 있게 될 뿐만 아니라 한강 물길을 통제하며 신라의 대당 교섭까지도 원천적으로 차단, 백제의 멸망으로 인해 실질적 위협으로 다가온 신라-당의 연합 자체를 무위로 돌릴 수도 있게 되는 것이었다. 또한 북한산성이 고구려군에 넘어간 상태에서는 한강이 자연 장애물이 되면서 신라의 보급로가 제약될 수밖에 없고, 장기적으로는 보급로가 차단된 한강 이북의 영토에 대한 통제력을 상실할 가능성이 높았다. 
하지만 당시 신라는 옛 백제 지역에 투입된 주력병력을 차출하여 한강지역으로 급파하기 어려운 상황이었다.

## 전개
태종 무열왕 8년(661년) 5월 고구려의 장군 뇌음신(惱音信)과 말갈(靺鞨)의 장군 생해(生偕)가 거느린 군세가 수륙(水陸)으로 연합하여 신라의 술천성(述川城)을 공격했는데, 술천성에서 이기지 못했다. 이에 고구려-말갈 연합군이 다음 공격 대상으로 삼은 곳이 북한산성이었다. 당시 북한산성에는 대사 관등의 동타천이 성주로써 지키고 있었고, 성안에는  전투병력을 제외한 남녀 백성 2,800여 명이 머무르고 있었다.
고구려는 북한산성의 서쪽에, 말갈은 동쪽에 주둔하면서 열흘 동안 북한산성을 공격하였다. 이때 고구려군은 포차(抛車)를 사용하여 성안으로 돌을 날렸고, 성가퀴며 건물들은 맞는 대로 부서졌다. 
고구려군이 북한산성 공격에 사용한 포차의 사정거리는 300보 이상에 달했다. 《삼국유사》에 따르면 30여 곳의 고구려군 포차가 부서졌다고 되어 있어 부서진 것이 최소한의 수치라고 할 때 30개 이상의 대규모 공성 장비가 투입되었음에 분명하다. 이러한 공성 장비를 운반하는 데에는 물길을 이용해서 수운으로 운반하는 것이 위험 부담이 적고 효율적이며 술천성 공략이 좌절된 고구려군이 서북쪽으로 나아가 북한산성 동쪽에 주둔하고, 추가로 고구려 수군이 한강 물길을 거슬러 올라와 북한산성 서쪽에 주둔한 것으로 보인다. 아울러 앞서 술천성을 함락시키지 못한 원인도 공성 장비가 부족했기 때문이며 이러한 이유로 인해 북한산성 공격에는 고구려의 대규모 공성장비가 투입되었을 가능성이 높다는 해석도 있다.
이에 성주 동타천은 사람을 시켜서 마름쇠를 성 밖으로 던져 깔아 사람이나 말이 다닐 수 없게 하고, 안양사(安養寺)의 창고를 헐어서 그 부재로 성의 무너진 곳마다 망루를 세워서 막았으며, 밧줄을 그물같이 얽어서 소와 말의 가죽과 솜옷을 걸치고 그 안에 노포(弩砲)를 설치하였다. 아울러 성안에 있던 사람들 가운데 어린이와 노약자까지 독려해가며 고구려군의 공격에 맞서 농성해 스무 날을 버텼다.
식량이 다 떨어지고 힘이 지쳤을 무렵, 갑자기 큰 별이 적의 진영에 떨어지고 또 천둥과 비가 내리며 벼락이 치는 천변지이가 발생, 고구려-말갈 연합군은 이에 동요하다 사기가 꺾여 포위를 풀고 물러갔고, 동타천과 그 예하 신라군은 북한산성에서의 농성에 성공했다. 동타천은 북한산성 수비의 공적을 인정받아 관등이 대나마(大奈麻)로 올랐다.

## 기록에 등장한 천변지이에 대한 해석
북한산성 전투에서 가장 이해하기 어려운 부분은 바로 전투 결과다. 고구려-말갈 연합군이 단순히 군영에 큰 별이 떨어지고 뇌성폭우와 함께 땅이 흔들리는 천변지이만으로 '의심하고 두려워하며' 포위를 풀고 스스로 물러났다는 언급은 신라의 구원군도 도착하지 않은 상황에서 단순히 천재지변만으로 포위를 풀고 물러났다는 것으로, 상식적으로 이해하기 어렵다. 《삼국사기》 본기에는 성주였던 대사 동타천이 하늘에 기도하자 이와 같은 천변지이가 일어났다고 하였고, 같은 책 열전 및 《삼국유사》 태종춘추공조에는 북한산성의 위급함을 전해 들은 김유신이 이는 사람의 힘으로 이루기 어렵고 신령의 힘을 빌려야 한다며 절에 가서(《삼국유사》에는 성부산) 제단을 쌓고 기도를 드렸고, 하늘에서 천변지이가 일어나 북한산성의 포위가 풀리고 고구려군이 물러나, 사람들은 이를 두고 김유신의 지성에 감동한 것이었다고 하였다고 썼다. 이를 두고 김유신열전이 집필 당시 1차 자료로 삼았던 김장청의 《김유신행록》에서 북한산성 전투에서의 천문·기상 이변을 김유신의 행위인 것처럼 부회하여 김유신의 행적을 현창하려 한 서술을 그대로 수용한 결과로 보고 있다.
한국의 사학자 이상훈은 2016년에 《국학연구》 31호에 발표한 논문 '661년 북한산성 전투와 김유신의 대응'에서 《삼국유사》의 설화적 기록을 재해석하여, 김유신이 성부산에서 제단을 마련하고 기도를 올리자 커다란 빛이 나타나 별처럼 북쪽으로 북한산성까지 날아가서 고구려-말갈 연합군의 투석기 30여 곳을 파괴했다는 기록은 당시 김유신이 대규모 구원군 파견이 어려운 상황에서 소수의 투석기 부대를 급파하여 북한산성의 포위를 풀고자 했던 결과였다고 해석하였다. 그의 주장을 정리하면 다음과 같다. 
우선 전투가 벌어진 음력 5월 말이면 장마를 전후한 시기라서 강한 소나기가 내리는 것은 오히려 충분히 예상할 수 있는 일이라 할 수 있다. 한반도에서 장마의 경우 지역별 편차가 나타나긴 하지만, 대체로 6~7월 사이가 장마기간이라 할 수 있다.
한산성 안의 병사들은 구원병이 이르지 않음을 원망하며 서로 바라보고 울 뿐이었다. 적들이 급히 그들을 공격하려고 하자, 갑자기 남쪽 하늘에서 빛이 비치더니 30여 군데의 포석(砲石)을 깨트렸다. 또한 적군의 활과 화살과 창이 부서지더니, 군사들이 모두 땅에 쓰러졌다가 한참 뒤에야 깨어나 돌아갔다. 이에 우리 군대도 돌아왔다.

당시 백제 지역에서 저항을 계속하던 부흥군 진압에 신라가 대부분의 병력을 투입해야 했던 정황이나, 《삼국유사》에서 "한산성 안의 병사들은 구원병이 이르지 않음을 원망하며 서로 바라 보고 울 뿐이었다."라고 언급한 기록에서 신라가 당시 북한산성에 원병을 보내지 않았다고 볼 수 있지만, 같은 기록에는 "(적병이 물러가자) 이에 우리 군대도 돌아왔다."라고도 쓰고 있어서 신라가 실제로는 북한산성 방면으로 원병을 파병하였을 가능성도 생각해 볼 수 있다. 《삼국사기》에 기록될 만큼 대규모 구원군 파견은 아니어도 《삼국유사》에 기록되었듯이 소규모 구원군 파견은 있었을 가능성이 높고, 당시 신라 군부의 수장이었던 김유신이 이 소규모 구원군 파견에 직·간접적으로 관여하였던 흔적으로 보아야 한다.
《삼국유사》에는 북한산성에 갑자기 등장한 빛이 30여 군데의 포석을 깨트렸고, 그 과정에서 고구려 군사들은 땅에 쓰러졌다 한참 뒤에 깨어났다고 썼다. 《삼국사기》에는 “갑자기 큰 별이 나타나 적의 진영에 떨어지고 또 번개가 치고 비가 내리면서 땅이 흔들렸다”고 되어 있는데, 고구려군이 갑자기 등장한 빛에 의해 무언가 물리적 충격을 받았다고 이해할 수 있다고 이상훈은 지적하였다. 즉 이 빛은 특정 목표를 향해 충격력을 가할 수 있는 존재임에 분명하며, 30여 대가 부서진 점에서 단순히 하나의 빛으로 보기 보다는 수십 차례 떨어진 빛으로 보는 것이 자연스럽다는 것이다. 
기록을 살펴 보면 김유신은 중요한 군사 작전이 있을 때마다 이를 앞두고 신불(神佛)에 치성을 올리고 신령으로부터 계시받은 신묘한 계책으로 전투를 승리로 이끈다는 형태의 행동을 취한다.  이를 통해 김유신은 국왕을 비롯한 주위 사람들을 안심시키고 신이한 분위기를 조성하였다. 정작 김유신 본인은 이러한 천인감응(天人感應)의 재이사상(災異思想), 즉 '천변지이'라고도 해석되는 자연적 현상들이 사람의 길흉에 영향을 끼친다는 사상에 구애되지 않는 지극히 현실적이고 합리적인 사고방식을 가진 인물로, 자신들의 불안감을 어떤 사물에 투영하고 상징화하여 위안하고자 하는 군중들을 향해 의도적으로 상징조작을 함으로써 병사들의 불안감을 해소시켜 주는 것에서 나아가 그러한 군중심리를 역이용하여 소문을 퍼뜨려 오히려 적을 동요하게 만들어 사태를 역전시키기도 하는 고도의 심리전을 자주 사용한 지장(智將)이었다. 
성부산에서 김유신이 기도를 올리고 별처럼 보이는 빛이 하늘로 올라갔다는 기록을 이상훈은 김유신이 설치한 성부산의 제단은 실제로는 발사무기를 쏘아 올린 장소였을 가능성이 높고, '별처럼 보였다'는 것에서 어떤 물체에 불을 붙여 상공으로 쏘아올리는 실험을 했을 가능성이 있다고 해석하였다. 즉 한밤중에 석기를 이용해 돌을 날려 보냈고 그 과정에서 날아가는 돌의 궤적을 확인하기 위해 돌에 기름이나 유기물을 묻혀 불을 붙인 것이 《삼국유사》에서 언급한 '큰 장독만한 별이 날아가는 것'처럼 보였을 것이다. 그리고 김유신은 성부산에서 실제 투석기의 발사 시험을 보임으로써 국왕과 사람들을 안심시켰고, 대규모 구원군을 보낼 여유가 없는 상황에서 발석차 부대를 선별하여 북한산성으로 급파하는 방안을 제시하여 비밀리에 실행에 옮겼다. 
음력 5월말은 장마철이라 비 내리는 야간을 이용하면 적군의 감시를 피하기 용이하다. 야간에다가 비까지 내리는 악천후에 고구려군이 신라 구원군의 움직임이나 규모를 제대로 파악하기는 어려웠을 것이고, 또한 장기간 포위로 인해 북한산성의 양식도 바닥나기는 했지만 고구려-말갈 연합군의 식량 사정도 좋지 않았던 데다 고구려 또한 북쪽에서 당의 위협이 지속되는 와중에 마냥 남쪽 방면에 병력을 두고 있을 수만은 없는 상황이었고, 이런 악천후 속에서 천변지이(실제로는 신라측이 증원한 투석기 부대)가 발생하자 이를 신라군의 원병이 도착한 것으로 받아 들인 고구려군이 이를 계기로 철수를 단행한 것이다.
이러한 이상훈의 해석에 대해 고창민은 그가 이용한 자료들이 설화적인 요소가 강하고 이를 현실적으로 재구성하여 근거로 삼는다는 것은 신빙성이 떨어진다고 반박하였지만, 김유신이 다급히 소규모 구원군을 파견하여 고구려-말갈 연합군을 기습했고 이에 고구려-말갈 연합군이 신라의 대규모 지원군으로 판단하였을 것이라는 논지 자체는 긍정적으로 판단할 수 있다고 평하였다. 고창민은 고구려-말갈 연합이 퇴각한 이유로 보급 문제를 꼽았는데, 한산주의 주요 방어 체계와 군사적 거점을 우회해서 공격했을 것이고 육로 보급에 필요한 거점 지역을 확보하지 못한 상태에서 때마침 폭우로 인해 한강에서의 항해가 어려워지면서 물길로의 보급 계획마저 차질이 생겼고, 이러한 상황에서 이상훈의 논지처럼 신라의 소규모 지원군이 도착하자 그 규모를 제대로 판단하지 않고 고구려-말갈 연합은 '의심하고 두려워하여' 퇴각한 것이라고 해석하였다.

### 내용
1. ↑  《삼국사기》에는 5월 9일이라는 설과 11일이라는 설이 있다고 썼다.
2. ↑  술천성은 경기도 여주시 관내로 비정되고 있으며, 육군뿐 아니라 수군을 동원했다는 언급에 비추어 고구려는 임진강 상류에서 북한강 수계를 경유해 술천성(여주)을 공략하고 다시 북한산성을 공략한 것으로 파악되고 있다.[8][9] 장창은은 술천성-북한산성 공격에 동원되었던 고구려측 군세 가운데 육군의 주력을 말갈병, 수군의 주력을 고구려군으로 보았다.[10]
3. ↑  고구려군이 육로로 이동하기는 쉽지 않았을 것이므로 술천성(여주)에서 북한산성(서울 광진구)까지 배를 타고 이동했을 가능성도 제기된다.[11]
4. ↑  당시 북한산성을 공격했던 고구려-말갈 연합의 지휘 계통에 있어서 말갈병 역시 고구려와 함께 참전하면서도 따로 군진을 친 것으로 보아 말갈병 안에도 별도의 조직체계 내지는 일부 지휘권이 있었던 것으로 여겨진다.[13] 하지만 고구려군과 군사를 합하였다고 한 점으로 보아 말갈병은 말갈의 기존 부족 조직이 아니라 전투 수행에 맞추어 새롭게 편성되었을 가능성이 있으며, 따라서 연합군의 총사령관은 고구려군의 장군 뇌음신이고[14] 작전통제권 또한 고구려군에 있었을 것으로 보인다.[11]
5. ↑  한편 술천성에서 한번 패배를 겪고 난 군사를 거느리고 북한산성을 공격했다는 기록에 이의를 제기하며 술천성에서의 실제 전투는 벌어지지 않았고 고구려-말갈 연합의 진짜 목표는 북한산성이었으며 북한산성의 공격을 앞두고 신라군의 눈을 돌리기 위한 기만전술 내지 양동작전으로 술천성 공략을 시도한 것이라는 견해도 제기되어 있다.[5]

## 같이 보기
- 공성전
- 김유신
- 삼한일통